# Бабаченко, Фёдор Захарович
Фёдор Заха́рович Бабаче́нко (27 сентября [10 октября] 1911 года — 1944 год) — советский офицер, участник Советско-финской и Великой Отечественной войн. В годы Советско-финской войны — начальник разведки артиллерийского дивизиона 323-го артиллерийского полка 123-й стрелковой ордена Ленина дивизии 7-й армии Северо-Западного фронта, младший лейтенант.
Герой Советского Союза (11.04.1940), майор.

## Биография
Родился 27 сентября (10 октября) 1911 года в селе Степановка ныне Краснокутского района Харьковской области (Украина) в бедной крестьянской семье. Украинец. Окончил среднюю школу в селе Сытники. Впоследствии работал секретарём сельсовета депутатов трудящихся. Одним из первых вместе с отцом и матерью комсомолец Бабаченко вступил в колхоз, работал в полеводческой бригаде.
В 1933—1935 годах проходил действительную службу в рядах Красной Армии. После демобилизации окончил трёхгодичную школу по подготовке специалистов сельского хозяйства в Ленинграде (ныне Санкт-Петербург) и был назначен директором овощеводческого совхоза.
В 1938 году вторично призван в ряды Красной Армии. Участник советско-финляндской войны 1939—1940 годов. В 1940 году стал членом ВКП(б).
Начальник разведки артиллерийского дивизиона 323-го артиллерийского полка (123-я стрелковая дивизия, 7-я армия, Северо-Западный фронт) кандидат в члены ВКП(б) младший лейтенант Фёдор Бабаченко 20 февраля 1940 года, находясь в разведке в районе высоты Безымянная, обнаружил три огневые точки и траншеи с солдатами противника. Вместе с другими разведчиками молодой лейтенант незаметно приблизился к расположению противника и, не давая ему опомниться, с криком «ура!» забросал траншею гранатами. В рукопашной схватке Фёдор Бабаченко заколол штыком вражеского офицера. Высота Безымянная была взята без потерь с нашей стороны.
10 марта 1940 года во время разведки в районе станции «Тали» под городом Выборгом (ныне — Ленинградской области) Фёдор Бабаченко обнаружил три вражеских земляных укрепления с пулемётными точками и пушками. Внезапной атакой группа разведчиков во главе с ним обратила в бегство противника, захватила укрепления, и младший лейтенант начал по рации корректировать огонь нашей артиллерии. Так были заняты высоты «Подошва» и «Пирти», захвачены значительные трофеи.
11 марта 1940 года младший лейтенант Фёдор Бабаченко доставил ценные разведывательные данные в штаб полка.
Указом Президиума Верховного Совета СССР от 11 апреля 1940 года «за образцовое выполнение боевых заданий командования на фронте борьбы с финской белогвардейщиной и проявленные при этом отвагу и геройство» младшему лейтенанту Бабаченко Фёдору Захаровичу присвоено звание Героя Советского Союза с вручением ордена Ленина и медали «Золотая Звезда» (№ 354).
После окончания войны с белофиннами Ф. 3. Бабаченко был слушателем Военно-политической академии имени В. И. Ленина.
Участник Великой Отечественной войны с июня 1941 года. Участник Сталинградской и Курской битв.В 1943 году окончил курсы усовершенствования офицерского состава. Майор Ф. З. Бабаченко командовал 104-м армейским истребительно-противотанковым артиллерийским полком. Долгое время считалось, что он погиб 27 октября 1943. Согласно недавно раскрытым архивным документам, на самом деле он попал в плен 31 октября 1943 года. Находился в Шталаге I В, который располагался в Хохенштайн (Hohenstein), Восточная Пруссия.
22 мая 1944 года был переведён в Шталаг XI А, который располагался в Альтенграбов (Altengrabow). В октябре 1944 снова находился в Хохенштайн. Дальнейшая судьба неизвестна.

## Награды
- Медаль «Золотая Звезда» Героя Советского Союза
- Орден Ленина
- Медали

## Память
В 2016 году на Федеральном военном мемориальном кладбище установлен кенотаф.